# Décès en juillet 1947
Décès
- 1943
- 1944
- 1945
- 1946
- 1947
- 1948
- 1949
- 1950
- 1951

Pour une information complémentaire, voir la page d'aide.

| Date       | Nom          | Pays                   | Activités              | Âge | Source |
| ---------- | ------------ | ---------------------- | ---------------------- | --- | ------ |
| 27 juillet | Langdon West | Drapeau des États-Unis | Réalisateur américain. | 61  |        |